# Zulfià Zabírova
Zulfià Khassànovna Zabírova (en rus Зульфия Хасановна Забирова) (Taixkent, 19 de desembre de 1973) és una ciclista kazakh, ja retirada. Al caure la Unió Soviètica, Zabírova, va adoptar la nacionalitat russa i va representar aquest país en Jocs Olímpics i Campionats del Món. Especialista en contrarellotge, va guanyar una medalla d'or als Jocs Olímpics d'Atlanta de 1996. El 2005 es va nacionalitzar kazakh i va poder representar el seu nou país als Jocs Olímpics de Pequín.

## Palmarès
- 1996
  -  Medalla d'or als Jocs Olímpics d'Atlanta en contrarellotge
  -  Campiona de Rússia en contrarellotge
  - Vencedora de 2 etapes al Tour ciclista femení
- 1997
  -  Campiona de Rússia en contrarellotge
  - 1a a la Chrono des Herbiers
  - Vencedora de 2 etapes a la Women's Challenge
  - Vencedora d'una etapa al Tour de Bretanya
  - Vencedora de 2 etapes al Tour ciclista femení
- 1998
  -  Campiona de Rússia en contrarellotge
  - 1a a la Chrono des Herbiers
  - 1a al Chrono champenois
  - 1a al Gran Premi Guillem Tell
  - 1a al Gran Premi de les Nacions
  - Vencedora d'una etapa al Gran Bucle
- 1999
  -  Campiona de Rússia en contrarellotge
  - 1a a la Chrono des Herbiers
  - Vencedora d'una etapa a la Women's Challenge
  - Vencedora de 3 etapes al Giro d'Itàlia
- 2000
  -  Campiona de Rússia en contrarellotge
  - Vencedora de 2 etapes al Gran Bucle
- 2002
  -  Campiona del món en contrarellotge
  -  Campiona de Rússia en contrarellotge
  - 1a a la Chrono des Herbiers
  - 1a al Chrono champenois
  - 1a a la Volta a Turíngia i vencedora d'una etapa
  - 1a al Gran Premi Carnevale d'Europa
  - Vencedora d'una etapa del Giro de Toscana-Memorial Michela Fanini
  - Vencedora de 2 etapes al Gran Bucle
- 2003
  - 1a a la Primavera Rosa
  - 1a a la Volta a Castella i Lleó i vencedora de 2 etapes
  - Vencedora de 2 etapes al Gran Bucle
- 2004
  - 1a a la Primavera Rosa
  - 1a al Tour de Flandes
  - 1a al Volta a Turíngia i vencedora d'una etapa
- 2005
  -  Campiona del Kazakhstan en ruta
  -  Campiona del Kazakhstan en contrarellotge
  - Vencedora d'una etapa del Giro d'Itàlia
- 2006
  -  Campiona del Kazakhstan en ruta
  -  Campiona del Kazakhstan en contrarellotge
  - 1a al Tour de Berna
  - 1a al Trofeu d'Or i vencedora d'una etapa
- 2007
  -  Campiona del Kazakhstan en ruta
  -  Campiona del Kazakhstan en contrarellotge
- 2008
  -  Campiona del Kazakhstan en ruta
  -  Campiona del Kazakhstan en contrarellotge
  - Vencedora de 2 etapes del Tour de l'Aude